# Bray Military Cemetery
Bray Military Cemetery is een Britse militaire begraafplaats met gesneuvelden uit de Eerste Wereldoorlog, gelegen in de Franse gemeente Bray-sur-Somme (departement Somme). De begraafplaats werd ontworpen door Reginald Blomfield en ligt aan een onverharde weg op 880 m ten noorden van het centrum van Bray (Église Saint-Nicolas). Ze heeft een trapeziumvormig grondplan met aan de noordoostelijke kant een vierkantige uitbreiding waarin de graven van Indische en Egyptische gesneuvelden liggen. De oppervlakte van de begraafplaats bedraagt ruim 3.005 m² en wordt afgebakend door een bakstenen muur afgedekt met witte dekstenen. Het Cross of Sacrifice staat centraal in de muur aan de straatzijde met links ervan de toegang. Tegen de achterste muur van de begraafplaats staat de Stone of Remembrance. 
Er liggen 874 doden begraven waaronder 127 niet geïdentificeerde.
De begraafplaats wordt onderhouden door de Commonwealth War Graves Commission.
Op het grondgebied van de gemeente liggen ook nog de Britse militaire begraafplaatsen Bray Vale British Cemetery, Bray Hill British Cemetery en Bronfay Farm Military Cemetery.

## Geschiedenis
De begraafplaats werd in april 1916 begonnen door gevechtseenheden en veldhulpposten. In september 1916, nadat de frontlijn verder naar het oosten was opgeschoven, werd ze gebruikt door het XIV Corps Main Dressing Station (hoofdverbandplaats) en in 1917 door de 5th de 38th en de 48th Casualty Clearing Stations. In maart 1918 vielen de gemeente en de begraafplaats als gevolg van het Duitse lenteoffensief terug in hun handen. Op 24 augustus werd het gebied door het 40th Australian Battalion heroverd en de volgende dagen werd de begraafplaats opnieuw gebruikt. Na de wapenstilstand werden graven afkomstig van de nabijgelegen slagvelden bijgezet in perk I, rijen A1 en B1, en perk II, rijen J en K. In 1924 werden nog geïsoleerd liggende graven (perk III) binnengebracht.
Onder de geïdentificeerde doden zijn er 697 Britten, 30 Australiërs, 12 Indiërs, 7 Egyptenaren, 3 Canadezen en 1 Zuid-Afrikaan.

## Graven

### Onderscheiden militairen
- M. Healey, sergeant bij de Royal Munster Fusiliers werd onderscheiden met de Albert Medal, de Distinguished Conduct Medal en tweemaal met de Military Medal (AM, DCM, MM and Bar).
- majoor John Asheton Critchley (Lord Strathcona's Horse (Royal Canadians), kapitein George William Johnstone Chree (Royal Scots), luitenant George Kenneth Simpson (Royal Flying Corps), de onderluitenants C.H. White (Northumberland Fusiliers) en John Stanley Horsfall Shafto (The Buffs (East Kent Regiment) en regiment sergeant-majoor Albert Montague Halliday (12th (Prince of Wales's Royal) Lancers) werden onderscheiden met het Military Cross (MC).
- John Norman Sinclair, luitenant-kolonel bij de Royal Field Artillery  werd onderscheiden met de Distinguished Service Order (DSO).

- Malcom McArthur, sergeant bij de Argyll and Sutherland Highlanders werd onderscheiden met de Distinguished Conduct Medal en de Military Medal (DCM, MM).
- sergeant T.H. Carter (London Regiment) en schutter C. Clayton (Rifle Brigade) werden onderscheiden met de Distinguished Conduct Medal (DCM).
- V.W. Sagon, sergeant bij de Royal Engineers werd onderscheiden met de Meritorious Service Medal (MSM).
- korporaal C.H. Standbridge (Royal Field Artillery) werd tweemaal onderscheiden met de Military Medal (MM and Bar).
- de sergeanten S. Prior (Royal Berkshire Regiment), L.A. Rees (Royal Garrison Artillery) en Alexander Cockburn Attree (London Regiment), de korporaal T.P. Hardman (Royal Scots Fusiliers) en R. Madigan (West Yorkshire Regiment (Prince of Wales's Own)) werden onderscheiden met de Military Medal (MM).

### Aliassen
- soldaat James Quinn diende onder het alias J. McNally bij de The King's (Liverpool Regiment).
- soldaat Thomas Ackerman diende onder het alias Thomas Eckerman bij het Welsh Regiment.
- soldaat Percy Charles Wigfall diende onder het alias C. Williams bij de Australian Infantry, A.I.F..

### Gefusilleerde militair
- korporaal Jesse Wilton, (Sherwood Foresters (Notts and Derby Regiment)) werd wegens het verlaten van zijn post op 17 augustus 1916 gefusilleerd. Hij was 40 jaar.[1]